# سد مروت
سد مِروی، که با نام‌های سد بزرگ مِروی، پروژه چندمنظوره برق‌آبی مِروی یا سد حمداب نیز شناخته می‌شود، یک سد بزرگ در نزدیکی شهر مِروی در شمال سودان است که حدود ۳۵۰ کیلومتر (۲۲۰ مایل) با پایتخت، خارطوم، فاصله دارد. ابعاد این سد آن را به بزرگ‌ترین پروژه نیروگاه برق‌آبی معاصر در آفریقا تبدیل کرده است. این سد بر روی رود نیل، نزدیک به آبشار چهارم ــ جایی که رودخانه به چند شاخه کوچک‌تر تقسیم می‌شود و جزایر بزرگی در میان آن قرار دارند ــ واقع شده و بخشی از این منطقه را زیر آب برده است. شهر مِروی حدود ۴۰ کیلومتر (۲۵ مایل) پایین‌دست محل احداث سد در حمداب قرار دارد. هدف اصلی از ساخت این سد، تولید برق بوده است.